# Ujung Limus
Ujung Limus is een bestuurslaag in het regentschap Aceh Singkil van de provincie Atjeh, Indonesië. Ujung Limus telt 191 inwoners (volkstelling 2010).